# Mesochorus lateralis
Mesochorus lateralis là một loài tò vò trong họ Ichneumonidae.